# Martinskirche (Zainingen)

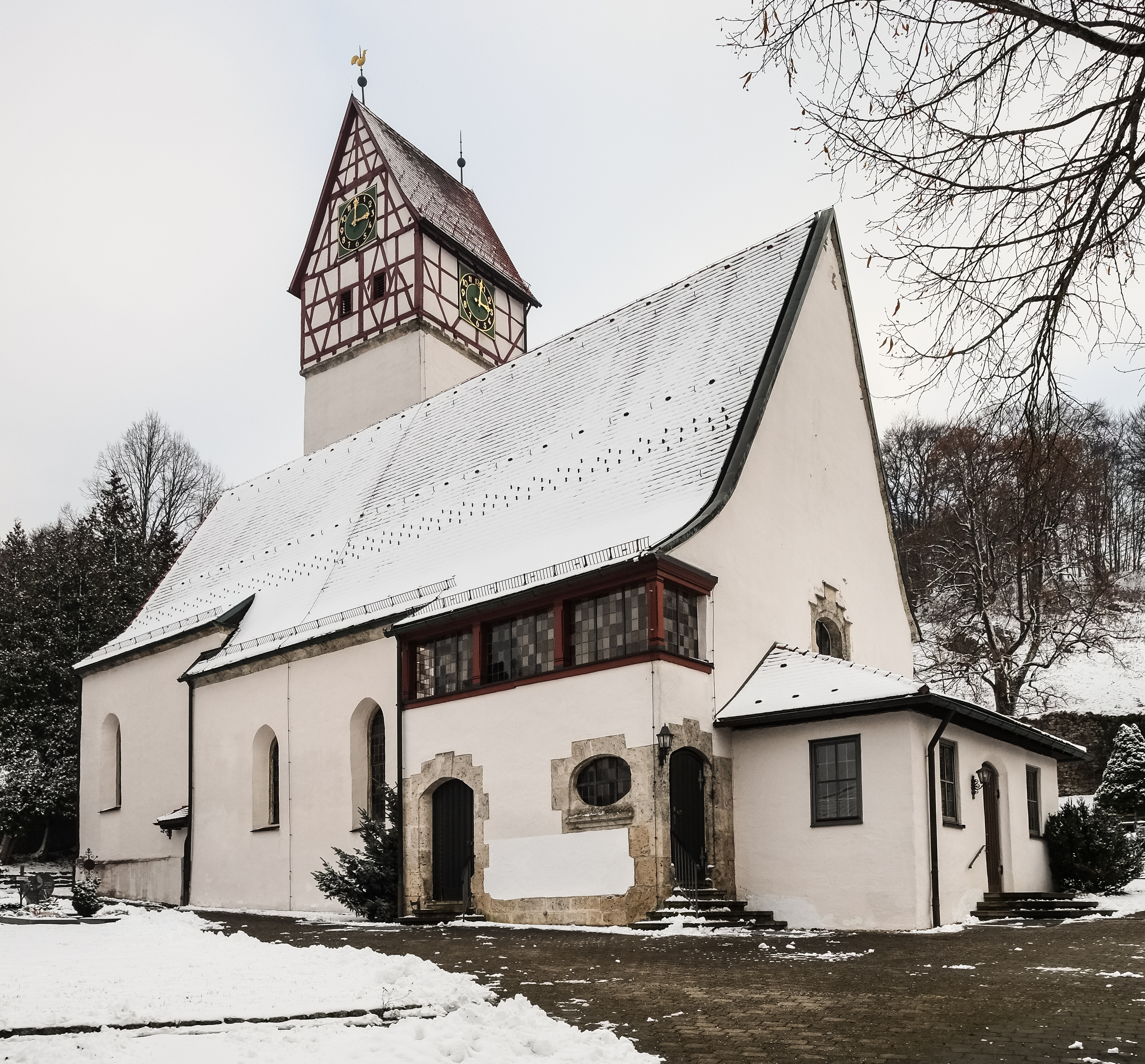
Martinskirche in Zainingen

Die evangelische Martinskirche steht in Zainingen, einem Ortsteil der Gemeinde Römerstein im Landkreis Reutlingen in Baden-Württemberg. Die Kirchengemeinde gehört zum Kirchenbezirk Bad Urach-Münsingen der Evangelischen Landeskirche in Württemberg. Das Bauwerk ist beim Landesamt für Denkmalpflege Baden-Württemberg als Baudenkmal eingetragen. Namensgeber der Kirche ist Martin von Tours.

## Beschreibung

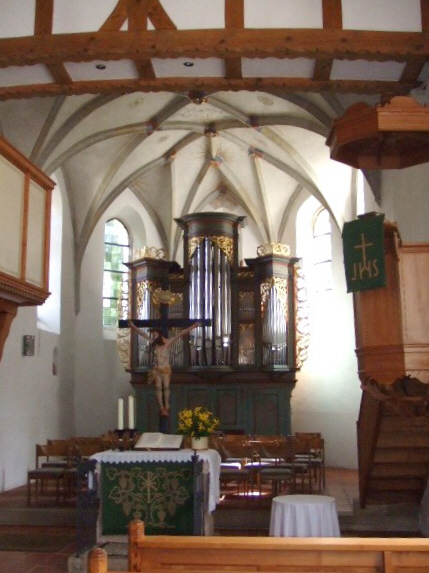
Chorraum mit Orgel

Die 1476 gebaute Saalkirche wurde 1908 nach einem Entwurf von Martin Elsaesser umgebaut. Sie besteht aus einem Langhaus, einem eingezogenen Chor mit Fünfachtelschluss im Osten und einem Chorflankenturm an der Südwand des Chors, der mit einem Geschoss und einem Giebel aus Holzfachwerk aufgestockt wurden, und der quer mit einem Satteldach bedeckt ist, in dem die Turmuhr und der Glockenstuhl für die vier Kirchenglocken untergebracht sind. 
Im Innenraum des Langhauses befindet sich eine Wandmalerei mit der Darstellung des Christophorus. Die Orgel wurde 1977 von Orgelbau Friedrich Weigle hinter einen vorhandenen  Prospekt gebaut.